# Кубок Греції з футболу 2009—2010
Кубок Греції з футболу 2009—2010 — 68-й розіграш кубкового футбольного турніру в Греції. Титул здобув Панатінаїкос.

## Календар
| Раунд        | Дата                                           | Матчі | Клуби   |
| ------------ | ---------------------------------------------- | ----- | ------- |
| Перший раунд | 22-23 серпня 2009                              | 18    | 70 → 52 |
| Другий раунд | 30 серпня - 3 вересня 2009                     | 18    | 52 → 34 |
| Третій раунд | 23 вересня 2009                                | 2     | 34 → 32 |
| 1/16 фіналу  | 27-29 жовтня 2009                              | 16    | 32 → 16 |
| 1/8 фіналу   | 13-20 січня 2010                               | 8+2   | 16 → 8  |
| 1/4 фіналу   | 2-11 лютого 2010 17 лютого 2010 (перегравання) | 4+2   | 8 → 4   |
| 1/2 фіналу   | 17 березня - 7 квітня 2010                     | 4     | 4 → 2   |
| Фінал        | 24 квітня 2010                                 | 1     | 2 → 1   |

## 1/16 фіналу
| Команда 1               | Рахунок      | Команда 2          |
| ----------------------- | ------------ | ------------------ |
| 27 жовтня 2009          |              |                    |
| Каламата (2)            | 0:3          | ПАС Яніна          |
| Панетолікос (2)         | 0:0 пен. 7:8 | Паніоніос          |
| Пансерраїкос (2)        | 3:1          | Олімпіакос (Пірей) |
| Егалео (2)              | 0:3          | Астерас (Триполі)  |
| 28 жовтня 2009          |              |                    |
| Агротікос (Астерас) (2) | 0:3          | Кавала             |
| Етнікос (Пірей) (2)     | 1:2          | Шкода Ксанті       |
| Іонікос (2)             | 1:2          | Левадіакос         |
| Каллітея (3)            | 1:0          | Пантракікос        |
| ОФІ (2)                 | 0:1          | ПАОК               |
| Пієрікос (2)            | 2:2 пен. 4:2 | Ерготеліс          |
| Вісалтіакос (3)         | 0:0 пен. 4:5 | Атромітос          |
| Еордаїкос 2007 (3)      | 0:3          | Панатінаїкос       |
| Олімпіакос (Волос) (2)  | 2:1          | Лариса             |
| Аспропіргос (3)         | 3:4          | Аріс               |
| 29 жовтня 2009          |              |                    |
| Трасивулос (2)          | 1:0 дч       | АЕК                |
| Трикала (3)             | 1:0          | Іракліс            |

## 1/8 фіналу
| Команда 1        | Рахунок      | Команда 2              |
| ---------------- | ------------ | ---------------------- |
| 13 січня 2010    |              |                        |
| Панатінаїкос     | 2:1          | Пієрікос (2)           |
| Каллітея (3)     | 1:1 пен. 4:3 | Трикала (3)            |
| Аріс             | 2:0          | Астерас (Триполі)      |
| Левадіакос       | 0:0 пен. 2:4 | Кавала                 |
| 20 січня 2010    |              |                        |
| Шкода Ксанті     | 2:0          | Олімпіакос (Волос) (2) |
| Трасивулос (2)   | 0:1          | Паніоніос              |
| Атромітос        | 0:1 дч       | ПАС Яніна              |
| Пансерраїкос (2) | 0:2          | ПАОК                   |

## 1/4 фіналу
| Команда 1      | Рахунок | Команда 2    |
| -------------- | ------- | ------------ |
| 2 лютого 2010  |         |              |
| ПАС Яніна      | 4:0     | ПАОК         |
| 3 лютого 2010  |         |              |
| Панатінаїкос   | 2:0     | Каллітея (3) |
| 10 лютого 2010 |         |              |
| Шкода Ксанті   | 1:1     | Аріс         |
| 11 лютого 2010 |         |              |
| Кавала         | 0:0     | Паніоніос    |

Перегравання
| Команда 1      | Рахунок | Команда 2    |
| -------------- | ------- | ------------ |
| 17 лютого 2010 |         |              |
| Аріс           | 3:0     | Шкода Ксанті |
| Паніоніос      | 1:2 дч  | Кавала       |

## 1/2 фіналу
| Команда 1                | Заг. | Команда 2 | 1-й матч | 2-й матч |
| ------------------------ | ---- | --------- | -------- | -------- |
| 17/25 березня 2010       |      |           |          |          |
| Аріс                     | 4:2  | Кавала    | 3:1      | 1:1      |
| 24 березня/7 квітня 2010 |      |           |          |          |
| Панатінаїкос             | 3:1  | ПАС Яніна | 3:1      | 0:0      |

## Фінал
| 24 квітня 2010 20:30 (UTC+3) |

| Панатінаїкос | 1:0      | Аріс |
| ------------ | -------- | ---- |
| Лето 63'     | Протокол |      |

| Олімпійський стадіон, Афіни Глядачів: 48 926 Арбітр: Анастасіос Какос |